# Sunset Glow
"Sunset Glow" (hangul: 붉은 노을; rr: Byulkeun Noeul) é uma canção do cantor sul-coreano Lee Moon-sae. Ela foi lançada em 15 de setembro de 1988 como um single de seu quinto álbum de estúdio Under the shade of a tree (hangul: 가로수 그늘아래서면) (1988). Pertencente aos gêneros balada e pop, "Sunset Glow" foi escrita e composta por Lee Young-hon.

## Versão de Big Bang
"Sunset Glow" (hangul: 붉은 노을; rr: Byulkeun Noeul) é uma canção do grupo sul-coreano Big Bang. Lançada em 5 de novembro de 2008 através da YG Entertainment, foi o primeiro single de seu segundo álbum de estúdio Remember (2008). Ela é uma regravação da canção do cantor Lee Moon-sae de mesmo título.

### Antecedentes
Antes da gravação da canção, Yang Hyun-suk, CEO da YG Entertainment, contactou Lee Moon-sae a fim de pedir-lhe permissão para o Big Bang realizar uma regravação de sua canção. Lee Moon-sae deu sua permissão ao grupo, e a canção que foi anunciada como tendo uma abordagem diferente de sua versão original, com letras de G-Dragon e produção do mesmo juntamente com Teddy Park, foi lançada na mesma data de seu segundo álbum de estúdio Remember (2008),

### Promoção e desempenho nas paradas musicais
Para a sua promoção, o Big Bang lançou um vídeo musical no mesmo dia de lançamento da canção e realizou seu retorno através do programa de música Show! Music Core da MBC em 8 de novembro de 2008. Mais tarde, a faixa foi apresentada pelo grupo conjuntamente com Lee Moon-sae durante o 2008 KBS Music Festival.
Após seu lançamento, "Sunset Glow" figurou no Top 100 da parada musical da Melon por 31 semanas.

### Regravações
Em janeiro de 2012, os membros do grupo Teen Top, Niel, C.A.P e Chunji performaram "Sunset Glow" durante o programa 1,000 Songs Challenge da emissora SBS. Em março de 2016, o grupo Mamamoo realizou uma apresentação especial da canção no programa M! Countdown da Mnet.

### Prêmios e indicações
| Ano  | Premiação                    | Categoria                | Resultado | Ref.  |
| ---- | ---------------------------- | ------------------------ | --------- | ----- |
| 2008 | Cyworld Digital Music Awards | Canção do Mês (Novembro) | Venceu    | [ 8 ] |
| 2008 | Mnet Asian Music Awards      | Melhor Grupo Masculino   | Indicado  | [ 9 ] |

### Vitórias em programas de música
| Data                   | Programa     | Emissora |
| ---------------------- | ------------ | -------- |
| 20 de novembro de 2008 | Inkigayo     | SBS      |
| 7 de dezembro de 2008  | Inkigayo     | SBS      |
| 14 de dezembro de 2008 | Inkigayo     | SBS      |
| 4 de dezembro de 2008  | M! Countdown | Mnet     |
| 21 de novembro de 2008 | Music Bank   | KBS      |
| 28 de novembro de 2008 | Music Bank   | KBS      |
| 26 de dezembro de 2008 | Music Bank   | KBS      |